# Filip Wypych
Filip Wypych (20 april 1991) is een Pools zwemmer die is gespecialiseerd in de vrije slag. 

## Biografie
In 2011 nam Wypych deel aan de Wereldkampioenschappen zwemmen 2011. Hij eindigde 36e in de voorronde van de 50 meter vrije slag en was hiermee meteen uitgeschakeld. In december 2011 nam Wypych deel aan de Europese kampioenschappen kortebaanzwemmen 2011 in eigen land. Wypych eindigde 14e op de 50 meter vrije slag. Op de 4x50 meter wisselslag eindigde hij samen met Jakub Jasiński, Filip Rowiński en Konrad Czerniak op de zevende plaats.
Op de Europese kampioenschappen zwemmen 2016 in Londen eindigde Wypych 13e op de 50m vrije slag.

## Internationale toernooien
| Jaar | Olympische Spelen  | WK langebaan       | WK kortebaan       | EK langebaan                             | EK kortebaan                                               |
| ---- | ------------------ | ------------------ | ------------------ | ---------------------------------------- | ---------------------------------------------------------- |
| 2011 |                    | 36e 50m vrije slag |                    |                                          | 14e 50m vrije slag 23e 100m vrije slag 7e 4x50m wisselslag |
| 2012 | geen deelname      |                    | geen deelname      | geen deelname                            | geen deelname                                              |
| 2013 |                    | geen deelname      |                    |                                          | geen deelname                                              |
| 2014 |                    |                    | geen deelname      | geen deelname                            |                                                            |
| 2015 |                    | geen deelname      |                    |                                          | geen deelname                                              |
| 2016 | 5-21 augustus 2016 |                    | 7-11 december 2016 | 13e 50m vrije slag 12e 4x100m vrije slag |                                                            |

## Persoonlijke records
Bijgewerkt tot en met 1 juni 2016
Kortebaan
| Afstand         | Tijd  | Datum            | Plaats |
| --------------- | ----- | ---------------- | ------ |
| 50m vrije slag  | 21,33 | 17 december 2015 | Lublin |
| 100m vrije slag | 48,07 | 19 december 2015 | Lublin |

Langebaan
| Afstand         | Tijd  | Datum        | Plaats   |
| --------------- | ----- | ------------ | -------- |
| 50m vrije slag  | 22,13 | 27 mei 2016  | Szczecin |
| 100m vrije slag | 49,91 | 16 juni 2013 | Olsztyn  |